# Сурру
Су́рру (нем. Surro), также мы́за Су́ру (эст. Suru mõis) — рыцарская мыза на севере Эстонии в волости Куусалу уезда Харьюмаа. 
Согласно историческому административному делению, относилась к приходу Куусалу.

## История
Мызу Сурру отделили как независимую хозяйственную единицу от западных земель мызы Кихлефер в 1780 году.
На протяжении первых шестидесяти лет существования мыза меняла собственников очень часто. Она принадлежала семьям фон Хельвиг, фон Бремен (von Bremen), Стенбок, фон Нирод, фон Толь, фон Бреверн и многим другим. В 1840 году мызу приобрёл Адольф фон Клуген (Adolf von Klugen).
На военно-топографических картах Российской империи (1846–1863 годы), в состав которой входила Эстляндская губерния, мыза обозначена как мз Сурру.
С 1879 года до национализации в 1919 году владельцами мызы была дворянская семья Штакельбергов.

## Современное состояние
На берегу реки Валге от усадебного комплекса сохранился лишь маленький заросший парк и несколько низких остатков каменной стены. Мыза вместе окружающими её землями в 1952 году была передана военному полигону в Аэгвийду, вследствие чего все постройки были уничтожены или разрушились сами.